# Cheilopogon spilopterus
Cheilopogon spilopterus es una especie de pez del género Cheilopogon, familia Exocoetidae. Fue descrita científicamente por Valenciennes en 1847.
Se distribuye por el Océano Índico Oriental y Pacífico Occidental: mar de Andaman hasta Samoa.También en las islas Ryūkyū. La longitud estándar (SL) es de 25 centímetros. Habita en aguas superficiales neríticas y se alimenta de zooplancton y pequeños peces. Puede alcanzar los 20 metros de profundidad.
Está clasificada como una especie marina inofensiva para el ser humano.